# Луций Помпоний Басс
Луций Помпоний Басс (лат. Lucius Pomponius Bassus) — римский политический деятель первой половины II века.
Басс происходил из рода Помпониев. Его отцом, по всей видимости, был консул-суффект 94 года Тит Помпоний Басс. В 118 году Луций занимал должность консула-суффекта вместе с Титом Сабинием Барбаром. О дальнейшей его биографии нет никаких сведений.